# Fridrikh Ermler

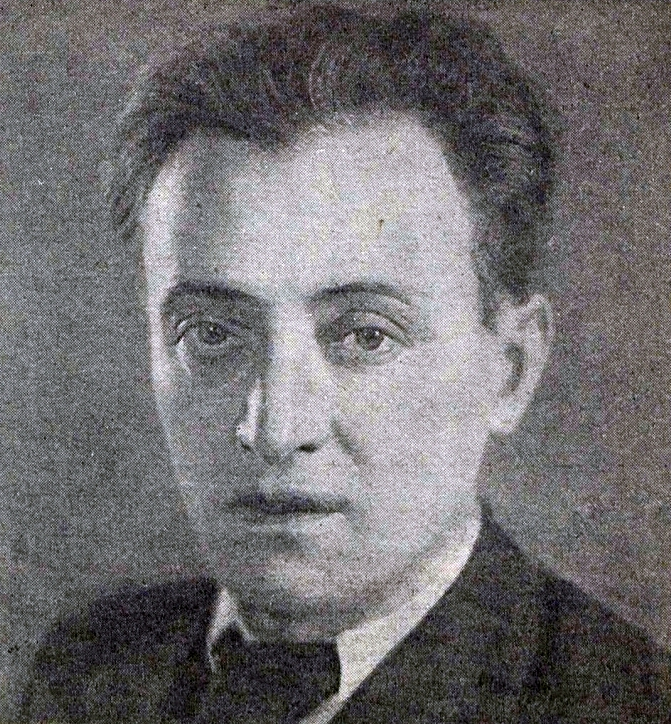
Fridrikh Ermler

Fridrikh Ermler foi um diretor de cinema e ator.

## Filmografia

### Diretor
- Katka - bumazhnyy ranet (1926)
- Parizhsky sapozhnik (1927)
- Dom v sugrobakh (1928)
- Oblomok imperii (1929)